# Grijsborstwaaierstaart
De grijsborstwaaierstaart (Rhipidura rufidorsa) is een zangvogel uit de familie Rhipiduridae (waaierstaarten).

## Verspreiding en leefgebied
Deze soort is endemisch in Nieuw-Guinea en telt drie ondersoorten:
- R. r. rufidorsa: van westelijk tot noordoostelijk en het zuidelijke deel van Centraal-Nieuw-Guinea.
- R. r. kubuna: de zuidkust van zuidoostelijk Nieuw-Guinea.
- R. r. kumusi: de noordkust van zuidoostelijk Nieuw-Guinea.

## Status
De grootte van de populatie is niet gekwantificeerd maar de soort wordt omschreven als vrij algemeen tot zeer algemeen. Op de Rode lijst van de IUCN heeft deze soort de status niet bedreigd.